# Брентон-он-Сі (ПАР)
Брентон-он-Сі (англ. Brenton-on-Sea) — населений пункт в районі Еден, Західна Капська провінція, ПАР.
| Прапор ПАР | Це незавершена стаття про Південно-Африканську Республіку. Ви можете допомогти проєкту, виправивши або дописавши її. |